# Lucie Peyraud
Lucie "Lulu" Peyraud (Marsella, 11 de diciembre de 1917-La Ciotat, 7 de octubre de 2020) fue una enóloga y cocinera francesa.

## Biografía
Lucie Tempier nació en Marsella de una familia de comerciantes en diciembre de 1917. Su padre, Alphonse Tempier era un importador de cuero y dueño de la viña Domaine Tempier y su madre era Eugénie Roubaud. La familia había poseído Domaine Tempier desde 1834.
En 1940, Tempier y su marido, Lucien Peyraud, se encargaron de una propiedad familiar y viñedos en Le Castellet (Var). La pareja se mantuvo desarrollando su propiedad y ellos junto a otro cultivadores fueron claves en tener el Bandol "denominación de origen" (appellation d'origine contrôlée, AOC) reconocido en 1941 y tuvieron la ambición de hacerlo uno de los mayores viñedos de Francia. En 1943, Domaine Tempier liberó sus primeros vinos de rosé embotellados, con anterioridad a eso, vendían su vino en bultos a mercaderes.
Después de la Segunda Guerra Mundial, Peyraud viajó por el mundo con su marido para aprender sobre técnicas y vinos extranjeros y para promover vinos franceses. Sus viajes los llevaron a Sudáfrica, Alemania, los Estados Unidos, Austria, Bulgaria, Chile, Georgia, Grecia, Italia, México y Rumanía. Lucien Peyraud fue el presidente de la Asociación de Vino Bandol por 37 años, desde 1945 a 1982. Fue también un miembro del INAO en 1947 y de la Organización Internacional de la Viña y Vino (OIV), como un auditor en la Comisión de Enología.
A pesar de ser la madre de siete hijos, Lulu Peyraud actuó como una embajadora de los vinos de Domaine Tempier, a menudo viajando por todas partes de Francia para presentar los vinos de la propiedad a restaurantes y hoteles.
Lucie y Lucien repetidamente ofrecieron la viñedo Tempier para los anuales Encuentros Internacionales de Cinematografía Joven (Rencontres Internationales du Jeune Cinéma) en Hyères (1965-1983), como un sitio para reuniones e intercambios de actores y jóvenes cinematógrafos quienes vinieran a presentar sus películas al festival. En 1983, Lulu participó en la creación de la "Orden de las Señoras del Vino y la Mesa" (Ordre des Dames du Vin et de la Table) y fue su presidente por tres años.
Las recetas típicamente provenzales de Peyraud, le dieron una reputación del otro lado del Atlántico entre personalidades bien conocidas, como el restaurador y activista del movimiento "Alimentario Lento", Alice Waters, el escritor y crítico alimentario Richard Olney, el escritor Jim Harrison, y el mercader de vino Kermit Lynch.
Richard Olney dedicó un libro entero a su cocina en 1994, llamó "La mesa provenzal de Lulu: la exuberante comida y vino de la viña Domaine Tempier."

## Matrimonio
Conoció a su marido Lucien Peyraud, un vinicultor en 1935, a quien conoció mientras estaba de vacaciones en Sanary-sur-Mer. Se casaron en 1936. Tuvieron siete hijos: Jean-Marie, François, Fleurine, Colette, Marion, Laurence y Véronique.

## Muerte
Cumplió 100 años en diciembre de 2017 y falleció en octubre de 2020 a la edad de 102 años. Lucien murió en 1996.